# Sunnyside (Queens)
Sunnyside est un quartier de la municipalité de New York, situé au sein de l'arrondissement du Queens. Il partage des frontières avec Hunters Point et Long Island City à l'ouest, Astoria au nord, Woodside à l'est et Maspeth au sud. Il abrite le Sunnyside Gardens Historic District, l'une des premières communautés planifiées aux États-Unis.
Le nom « Sunnyside » provient de la famille Bragaw, des huguenots français qui avaient acheté le terrain en 1713 et baptisé leur domaine « Sunnyside Hill ». Sunnyside était un hameau rural composé principalement de petites fermes et de marais. Elle fut incorporée à Long Island City en 1870 et transformée en dortoir après l'achèvement du pont de Queensboro en 1909. Une grande partie du quartier est composée d'immeubles d'appartements de six étages construits pendant les années 1920 et 1930.

## Démographie
Selon les données du recensement de 2010 aux États-Unis, Sunnyside comptait 63 271 habitants, soit une augmentation de 1 324 (2,1 %) par rapport aux 61 947 recensés en 2000. Couvrant une superficie de 947,14 hectares, le quartier avait une densité de population de 6 700 habitants par km².
La composition ethnique du quartier était de 35,4 % (22 424) blancs non hispaniques, 2,5 % (1 588) afro-américains, 0,2 % (109)  américains natifs, 24,3 % (15 390) asiatiques, 0 % (29) insulaires du Pacifique, 0,6 % (395) autres races, 2,1 % (1 342) deux races ou plus, et 34,8 % (21 994) hispaniques ou latino de n'importe quelle race.
L'ensemble du Community Board 2, qui comprend Sunnyside et Woodside, comptait 135 972 habitants selon le profil de santé communautaire 2018 de NYC Health, avec une espérance de vie moyenne de 85,4 ans. Celle-ci est supérieure à l'espérance de vie médiane de 81,2 pour tous les quartiers de New York. La plupart des habitants sont des adultes d'âge moyen et des jeunes : 17 % ont entre 0 et 17 ans, 39 % entre 25 et 44 % entre 45 et 64 ans. Les proportions de résidants d'âge collégial et de résidants âgés étaient plus faibles, à 8 % et 12 % respectivement.
En 2017, le revenu médian des ménages du Community Board 2 était de 67 359 $. En 2018, environ 20 % des résidents de Sunnyside et Woodside vivaient dans la pauvreté, comparativement à 19 % dans l'ensemble du Queens et à 20 % dans l'ensemble de la ville de New York. Un résident sur vingt (5 %) était au chômage, comparativement à 8 % dans le Queens et à 9 % à New York. Le fardeau du loyer, c'est-à-dire le pourcentage de résidents qui ont de la difficulté à payer leur loyer, est de 51 % à Sunnyside et Woodside, soit à peu près l'équivalent des taux applicables à l'arrondissement et à la ville de 53 % et 51 % respectivement. D'après ce calcul, à compter de 2018, Sunnyside et Woodside sont considérés comme ayant un revenu élevé par rapport au reste de la ville et comme n'étant pas gentrificatrices.
Le Queens est l'une des zones urbaines les plus diversifiées du monde. Sunnyside a une variété de cuisine ethnique, qui est présentée lors d'un festival culinaire annuel de printemps appelé Taste of Sunnyside où les gens peuvent goûter les cuisines des restaurants locaux.
Selon le recensement de 2020 du New York City Department of City Planning, le quartier était peuplé à peu près également de Blancs, Hispaniques et Asiatiques avec chacun d'entre eux entre 10 000 et 19 999 résidents, mais il y avait moins de 5 000 résidents noirs.